# Колонна, Джироламо (1604—1666)
Джирола́мо Коло́нна (лат. Hieronymus Columna, итал. Girolamo Colonnà; 23 марта 1604, Орсонья, Папская область — 4 сентября 1666, Финале-Лигуре, Генуэзская республика) — сын палианского герцога Филиппо I из рода Колонна, герцог и князь Палиано, архиепископ Болоньи, кардинал-епископ Фраскати.

## Биография

### Феодал
Джироламо Колонна родился 23 марта 1604 года в Орсонье в Абруццо, в Папской области. Он был сыном Филиппо I Колонна (1578—1639), герцога и князя Палиано, от Лукреции Томачелли (1580—1622), дочери Джакомо Томачелли, владельца Галатро, и Ипполиты Руффо из рода графов Синополи и герцогов Баньяйа.
Джироламо приходился братом Анне Колонна, жене Таддео Барберини, князя Палестрины и Маркантонио V Колонна, наследовавшего за ним титул герцога и князя Палиано. Окончил юридический факультет Алькальского университета в Мадриде и был принят на службу при дворе Филиппа IV, короля Испании.
Филиппо I назначил его своим преемником в управлении фамильными имениями, и в 1639 году, после смерти отца он, минуя старшего брата Федерико, стал герцогом и князем Палиано, герцогом Тальякоццо, герцогом Марино, графом Чекано, маркграфом Каве, владельцем Дженаццо, Антиколи, Вико, Джулиано, Рокка-ди-Папа, Рокка-ди-Каве, Пофи, Рипи и прочих земель, наследным великим коннетаблем Неаполитанского королевства и князем Священной Римской империи. Решение отца вызвало несогласие Федерико, и между братьями началась борьба, закончившаяся в 1641 году со смертью Федерико, не оставившего потомства.
Джироламо вёл активное строительство в своих владениях. В 1640 году он начал строительные работы в базилике Святого Варнавы в Марино. Построил виллу «Сирена» во Фраттоккье, виллу «Кардинале» в Рокка-ди-Папа, павильон в Палаццоло с видом на озеро Альбано, монастырскую церковь Санта-Мария-э-Сан-Карло в Рокка-ди-Папа. Обустроил дорогу в Дженаццано. Джироламо пользовался покровительством правителей Испании, Германии и Священной Римской империи.
С 1646 года Испания выплачивала ему ежегодную компенсацию в размере 4500 эскудо за работы по укреплению крепости Палиано. В апреле 1664 года Джироламо сопровождал инфанту Маргариту Терезу к будущему мужу, Леопольду I, императору Священной Римской империи. В сентябре следующего года, после смерти Филиппа IV, он вошёл в регентский совет при несовершеннолетнем короле Карле II, получив место советника по вопросам государственной политики и войны с годовым пансионом в 7000 эскудо.

### Кардинал и архиепископ
Папа Урбан VIII, по просьбе Филиппа IV, короля Испании, тайно возвел его в звание кардинала 30 августа 1627 года, о чём было объявлено 7 февраля 1628 года. А 28 февраля Джироламо вернулся в Рим, и в ноябре того же года получил титул кардинала-дьякона Сант-Аньезе-ин-Агоне. В 1629 году он был поставлен в архипресвитеры базилики Сан-Джованни-ин-Латерано в Риме.
Став членом Священной Канцелярии Римской и Вселенской Инквизиции, 24 ноября 1632 года Джироламо был хиротонисан в архиепископы Болоньи. Он расширил семинарию и перевел епархиальную библиотеку в более просторное помещение. Председательствовал на епархиальном синоде 1634 года.
27 июня 1639 года получил титул кардинала-дьякона Санта-Мария-ин-Космедин, а 14 марта 1644 года титул кардинала-дьякона Сант-Анджело-ин-Пескерия. Участвовал в работе конклава, избравшим папой Иннокентия X. Оставшись в Риме, 12 декабря того же года принял титул кардинала-дьякона Сант-Эустакьо. 6 февраля 1645 года он оставил кафедру архиепископа Болоньи и поселился в Риме. 23 сентября 1652 года принял титул кардинала-священника Сан-Сильвестро-ин-Капите, 9 июня 1653 года титул кардинала-священника Санта-Мария-ин-Трастевере, 21 апреля 1659 года титул кардинала-священника Сан-Лоренцо-ин-Лучина и кардинала-протопресвитера. Наконец, 21 ноября 1661 года Джироламо стал кардиналом-епископом Фраскати.
Покровительствовал ордену картузианцев (O.Cart.). Участвовал в работе Конгрегации обрядов и Совета епископов и каноников. Содействовал канонизации Фомы Виллановского. Джироламо Колонна умер 4 сентября 1666 года в Финале Лигуре, в Генуэзской республике, по дороге в Германию, и был похоронен в семейной капелле в базилике Сан-Джованни-ин-Латерано в Риме.